# Amaloxenops
Genre
Amaloxenops est un genre d'araignées aranéomorphes de la famille des Hahniidae.

## Distribution
Les espèces de ce genre se rencontre en Argentine et en Équateur.

## Liste des espèces
Selon World Spider Catalog (version 25.0, 01/03/2024) :
- Amaloxenops minimalista Dupérré & Tapia, 2024
- Amaloxenops palmarum (Schiapelli & Gerschman, 1958)
- Amaloxenops vianai Schiapelli & Gerschman, 1958

## Systématique et taxinomie
Ce genre a été décrit par Schiapelli et Gerschman en 1958 dans les Hahniidae.

## Publication originale
- Schiapelli & Gerschman, 1958 : « Arañas argentinas III. Arañas de Misiones. » Revista del Museo Argentino de Ciencias Naturales Bernardino Rivadavia, vol. 3, p. 187-231.